# Palaquium ellipticum
Palaquium ellipticum là một loài thực vật có hoa trong họ Hồng xiêm. Loài này được (Dalzell) Baill. mô tả khoa học đầu tiên năm 1884.